# 佩利切河

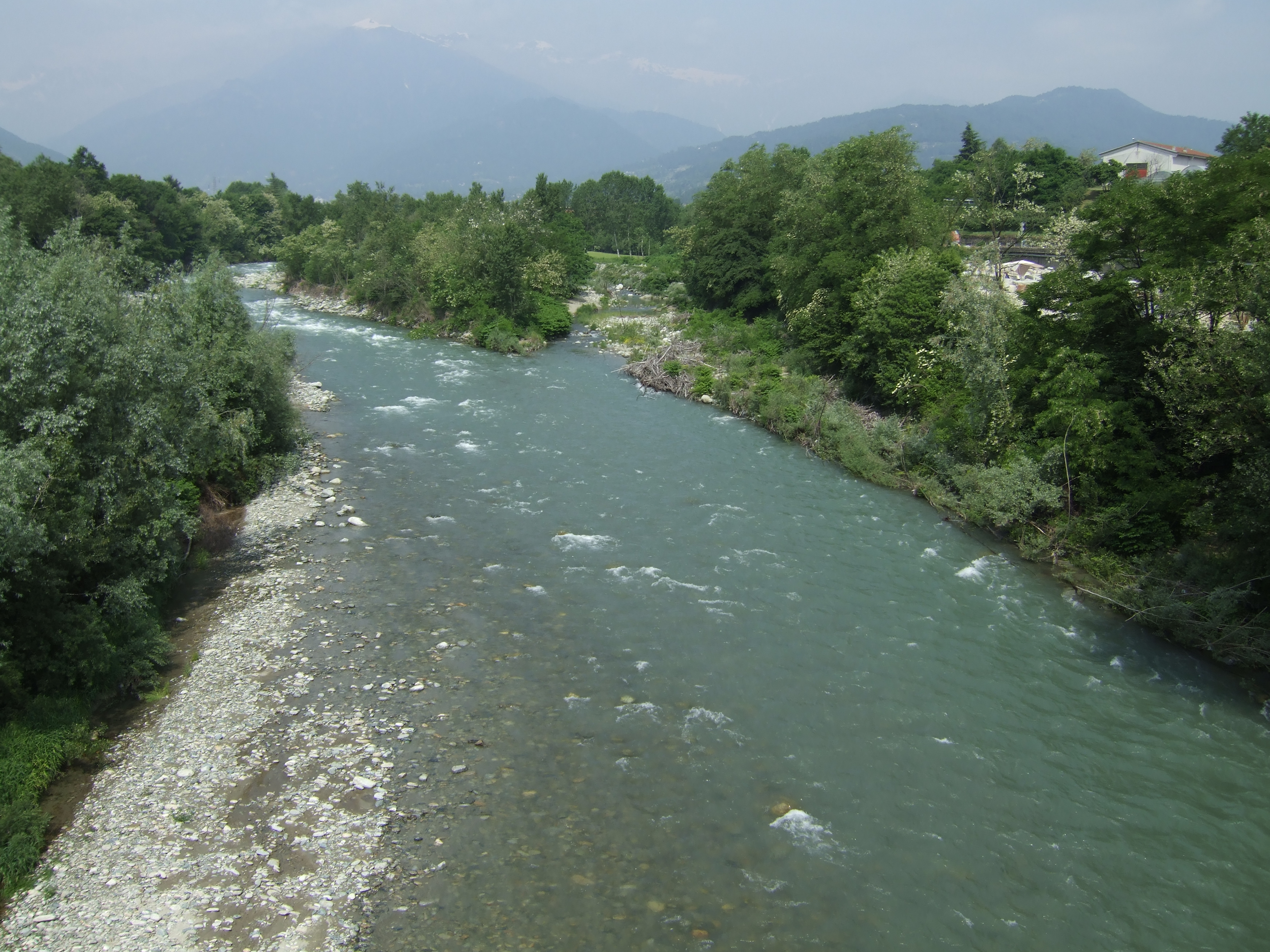

佩利切河是意大利的河流，屬於波河的支流，河道全長53公里，流域面積974平方公里，平均流量每秒21.32立方米，發源自格拉內羅山，河口處在皮埃蒙特自由鎮附近。
44°50′N 7°38′E / 44.833°N 7.633°E